# Huyện Lakshmipur
Lakshmipur là một huyện thuộc division Chittagong, Bangladesh. Huyện này có diện tích 1456 km², dân số năm 2002 là 1479371 người, mật độ dân số là 1016 người/km².